# Erythrodiplax gomesi
Erythrodiplax gomesi là loài chuồn chuồn trong họ Libellulidae. Loài này được Santos mô tả khoa học đầu tiên năm 1946.